# Физиологический процесс
Физиологический процесс (лат. processus — «течение», «ход», «продвижение») — процесс жизнедеятельности организма, обеспечивающий его целостность и приспособительные реакции в качестве диссипативной системы. Различают физиологические процессы, протекающие на уровне клетки (одноклеточные организмы, специализированные клетки многоклеточного организма); отдельных органов (сердце, печень и др.); тканей (нервная, мышечная ткань и др.); специализированных систем органов и тканей (сердечно-сосудистая, пищеварительная и др.), а также на уровне целостного организма (различные функциональные состояния, болезни и др.).
С точки зрения взаимоотношения организма с окружающей средой, выделяют физиологические процессы, происходящие в экстероцептивных системах (восприятие раздражителей и сигналов из внешней среды), проприоцептивных (восприятие положения частей собственного тела относительно друг друга и в пространстве), а также интероцептивных (восприятие раздражителей и сигналов из внутренней среды организма)